# Mafalda Pereira
Mafalda Queiroz Pereira (* 27. Oktober 1976) ist eine ehemalige portugiesische Freestyle-Skierin. Sie war auf die Disziplin Aerials (Springen) spezialisiert. 1998 nahm sie an den Olympischen Winterspielen in Nagano teil und erreichte mit Rang 21 das beste Ergebnis Portugals in der Geschichte von Winterspielen.

## Biografie
Mafalda Pereira begann im Alter von 16 Jahren in Évian-les-Bains mit dem Freestyle-Springen. Im Januar 1996 debütierte sie in Piancavallo im Europacup und erreichte als Dritte auf Anhieb einen Podestplatz. Auch am nächsten Tag sowie drei Wochen später in Bled wurde sie jeweils Dritte und schloss die Disziplinenwertung auf Rang fünf ab.
Anfang Dezember desselben Jahres gab Pereira in Tignes ihr Debüt im Freestyle-Skiing-Weltcup. Ab dem folgenden Winter startete sie regelmäßig im Weltcup und qualifizierte sich mit einem fünften Rang in Blackcomb überraschend für die Olympischen Winterspiele von Nagano. Ursprünglich hatte sie geplant, erst vier Jahre später an den Spielen in Salt Lake City teilzunehmen. In Japan führte sie die kleine portugiesische Mannschaft als Fahnenträgerin an. Am 18. Februar 1998 stellte sie mit Platz 21 in Iizuna Kōgen einen neuen olympischen Landesrekord auf. Das bis dahin beste portugiesische Ergebnis bei Winterspielen hatten Rogério Bernardes, João Pires, João Poupada und António Reis zehn Jahre zuvor mit Platz 25 im Viererbob erreicht. In der Saison 1998/99 klassierte sich Pereira bei vier Weltcup-Antritten dreimal unter den besten zehn und schloss die Aerials-Disziplinenwertung als Neunte ab.
Nach Februar 1999 nahm sie nicht mehr an internationalen Wettkämpfen teil.

## Erfolge

### Olympische Spiele
- Nagano 1998: 21. Aerials

### Weltcupwertungen
| Saison  | Gesamt | Gesamt | Aerials | Aerials |
| Saison  | Platz  | Punkte | Platz   | Punkte  |
| ------- | ------ | ------ | ------- | ------- |
| 1996/97 | 94.    | 3      | 31.     | 24      |
| 1997/98 | 55.    | 38     | 21.     | 228     |
| 1998/99 | 18.    | 68     | 9.      | 204     |

### Weltcup
- 4 Platzierungen unter den besten zehn

### Europacup
- 1995/96: 5. Aerials-Wertung
- 3 Podestplätze